# Jean d'Ailhaud
Jean d'Ailhaud (1675-1756), natif de Lourmarin, docteur en médecine et chirurgien, devint célèbre dans l'Europe entière pour avoir inventé une poudre médicamenteuse à laquelle il donna son nom et qui lui assura la fortune. Devenu baron de Castellet, seigneur de Vitrolles et de Montjustin, il fut conseiller et secrétaire du roi Louis XV.

## Biographie
Fils de Jean Ailhaud et de Jeanne Baguet, il naquit le 6 janvier 1675 à Lourmarin où il épousa, le 19 mars 1705, Anne Sambuc. Devenu médecin, il inventa une poudre purgative, qui porte son nom et à laquelle il dut sa célébrité, n'était autre chose qu'un mélange de résine, de scammonée et de suie. Il publia alors un Traité de l'origine des maladies et des effets de la poudre purgative.
Non seulement cette poudre purgative miracle lui valut sa renommée, mais elle lui permit d'acquérir, en 1745, une charge anoblissante auprès du roi Louis XV dont il devint le conseiller et le secrétaire. Sa fortune assurée, il fit bâtir un hôtel particulier à Aix-en-Provence. L'hôtel d'Ailhaud se trouve aujourd'hui dans l'actuelle rue Mignet. Ce fut là qu'il décéda, le 30 août 1756, à l'âge de quatre-vingt-deux ans. Son fils, Jean-Gaspard d'Ailhaud, fut l'auteur d'une série de sept livres défendant les travaux de son père. Son autre fils Louis fut grand vicaire de Carpentras.

### La baronnie de Castellet
En janvier 1674, Henri de Brancas-Forcalquier, avait obtenu que sa seigneurie de Castellet fut érigée en baronnie. Elle revint par héritage à Louis-Paul de Brancas. Celui-ci s'en défit en 1753 en la vendant à Ailhaud dont la famille jouit des droits seigneuriaux jusqu'à la Révolution.
Ces droits étaient importants car liés à faïencerie créée, en 1714, par César Moulin. Outre des services de table, celle-ci réalisait des chefs-d'œuvre : statuettes représentant des scènes, des bergères, de chasse ou de pêche, sites et paysages animés, etc. Cette production était devenue la coqueluche de Versailles, la Cour se jetant sur ses plats, assiettes, chocolatières, services à café et à dessert, urnes et fontaines. En dehors du musée d'Apt, ces pièces sont exposées au musée d'Arbaud d'Aix-en-Provence et dans la collection François Carnot au musée de Grasse.

### Le château du Grand Pré à Vitrolles-en-Luberon

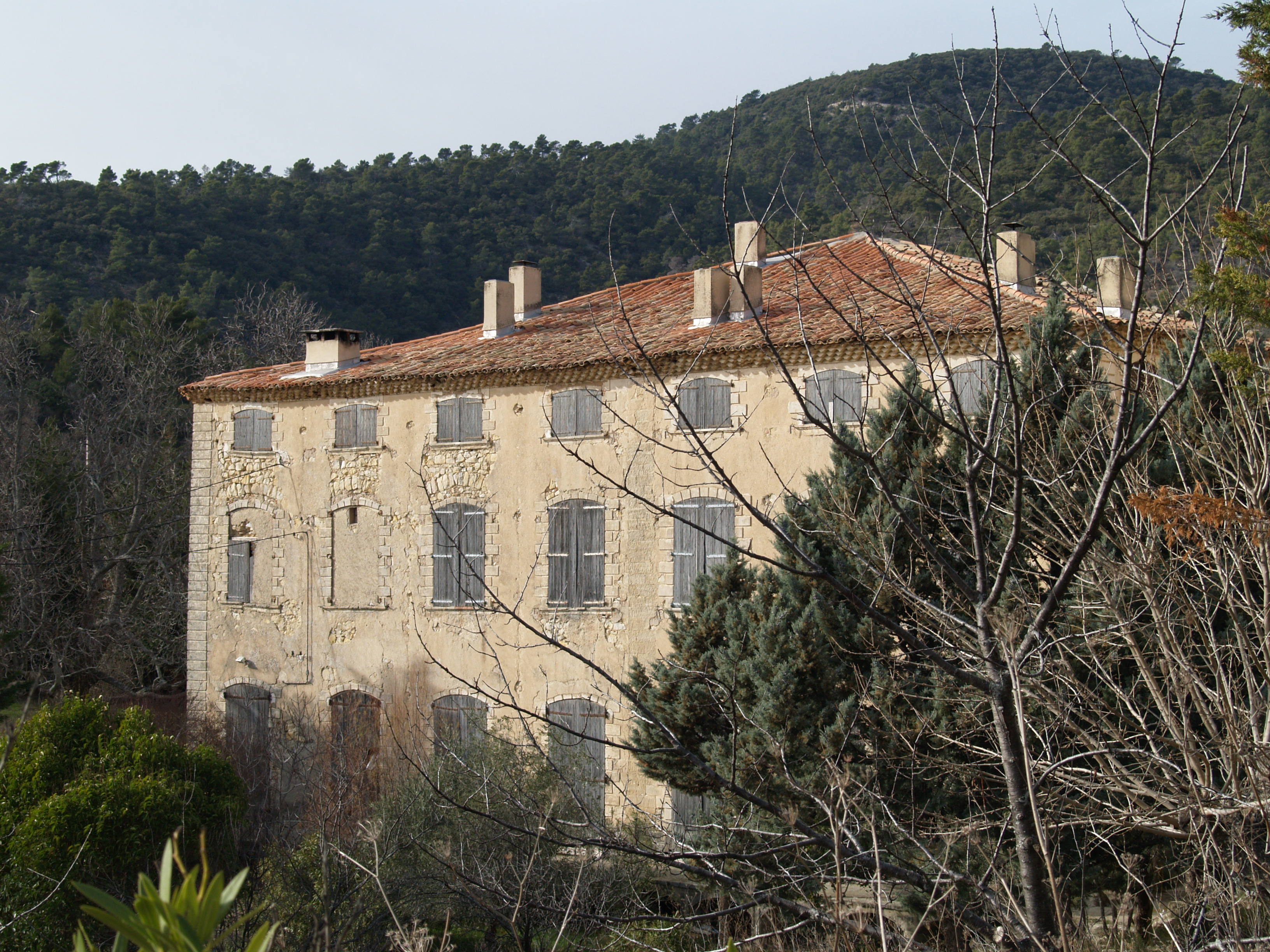
Le Grand Pré, château de Jean d'Ailhaud à Vitrolles-en-Lubéron

Le château du Grand Pré, vaste bastide du XVIIe et XVIIIe siècles de style Louis XV avait été édifiée, à Vitrolles peu avant 1678 pour Françoise de Cambis, veuve d'Honoré de Brancas-Forcalquier. Elle fut acquise en octobre 1753 par Ailhaud auprès du même Louis-Paul de Brancas pour 200 000 livres et 6 000 livres d'épingles.
L'ensemble de la propriété est vaste et est constitué d'un corps de logis, d'une chapelle, de bâtiments d'exploitation agricole, d'une usine bâtie par le fils et le petit-fils de Jean d'Ailhaud, d'un second corps de bâtiment (ruiné), d'un colombier et d'un jardin. L'entrée principale face au village ainsi que l'entrée sud de la propriété sont bordées de deux piliers en pierre du XVIIe et XVIIIe siècles.